# Witvleugelpinguïn
De witvleugelpinguïn (Eudyptula albosignata of Eudyptula minor albosignata) is een kleine pinguïn uit de familie Spheniscidae. Het is een ondersoort van Eudyptula minor. 

## Kenmerken
Dit dier heeft een lichaamshoogte van ongeveer 30 cm en een gewicht van 1,5 kg.

## Verspreiding
De pinguïn broedt enkel op Banks Peninsula en Motunau eiland, vlak bij Canterbury (Nieuw-Zeeland).